# 任道远
任道远，字子重，山东利津人，畢業於武定中學，歷任無棣高校校長、利津縣勸學所所長等職。

## 生平
任道远是山东省武定府利津县店子街人。1910年毕业于武定府中学堂。

## 参与黄河治理
1921年宫家决口，时任利津縣勸學所所長的任道遠率災民赴省城請願。後被時任山東河務局局長劳之常聘為下游承防委員。1928年先後出任省政府視查員，濱蒲利霑棣勘丈局局長，在職不久便辭職還家。
1929年2月18日，扈家灘大堤因凌汛再次決口。原武定府籍菁英人士於3月12日在泰安成立武定水災救濟會，任道遠、閻容德等7人擔任執行委員。